# Senki földje (dombormű)
A Senki földje (No Man’s Land) Charles Sargeant Jagger angol szobrász domborműve, amely ma a londoni Victoria and Albert Museumban van. A nagyméretű műalkotás a művész személyes első világháborús emlékei alapján készült.

## A dombormű
Jagger a brit haderővel részt vett a Dardanellák ostromában, valamint harcolt Franciaországban és Flandriában. Többször megsebesült. A domborművet 1919-1920-ban, Rómában készítette, ahol ösztöndíjas volt. A múzeumnak a római brit iskola tanácsa ajándékozta 1923-ban.
A bronz dombormű 588 kilogramm súlyú, 1264 milliméter magas, 3075 milliméter hosszú, a vastagsága 90 milliméter. Harci jelenetet ábrázolː egy brit katona a két lövészárkot elválasztó senki földjén, elesett bajtársainak fedezékében az ellenséget kémleli.
Edith Jagger, a művész testvérének 1958. október 28-ai beszámolója szerint a szobrász Sheffieldben, 1918 nyarán készítette első vázlatait, miközben súlyos harctéri sebesüléséből lábadozott.